# Michal Zděnek
Michal Zděnek (* 20. února 1979) je český ekonom, akademický pracovník, podnikatel a manažer působící v sektoru veřejné dopravy, v akademické sféře a organizacích v České republice, Skandinávii a USA. V roce 2018 se stal předsedou představenstva Dopravního podniku měst Liberce a Jablonce nad Nisou.

## Raný život a vzdělání
Michal Zděnek získal v roce 2004 titul Ing. v oboru ekonomie na Vysoké škole ekonomické v Praze. Později také obdržel titul M.A. s vyznamenáním v oboru ekonomie udělený konsorciem evropských univerzit Staffordshire University a Antverpská univerzita. Na akademické půdě působil jako research scholar na Massachusettském technologickém institutu a na Norwegian School of Economics.
Zabývá se výzkumem v oblasti makroekonomie, finančních trhů a ekonomie zdravotnictví.

## Manažerská kariéra
Pracovní kariéru zahájil v roce 2004 jako management konzultant v bankovnictví a pojišťovnictví v mezinárodní poradenské společnosti Accenture, kde pracoval tři roky. V letech 2007 až 2012 stal vědeckým pracovníkem na Norwegian School of Economics a na MIT. Zastával různé pozice i v rámci české akademické sféry, včetně pozice lektora na CERGE-EI (2011–2014) a lektora na Vysoké škole ekonomické v Praze (2013–2020).
Vystoupil na mezinárodních konferencích jako Prague Economic Meeting 2011 (Praha, 2011), 4th RGS Conference (Dortmund, 2011), 5th EBIM Workshop on Economic Theory, (Bielefeld, 2010), Research Seminar, Trondheim Business School, (Trondheim, 2010), NHH Macro Workshop, (Bergen, 2008, 2009) a LeeX Experimental Macroeconomics, Universitat Pompeu Fabra (Barcelona, 2007).
V oblasti veřejné dopravy působil například jako člen dozorčí rady ve společnostech České dráhy (2014), ČD Cargo (2014, 2012–2013) a ČSAD Liberec (2019–2021). Od prosince 2018 do června 2022 byl členem dozorčí rady Dopravního podniku hl. m. Prahy. Na členství v dozorčí radě Dopravního podniku hl. m. Prahy rezignoval v květnu 2022 na protest proti protiprávnímu jednání některých manažerů dopravního podniku, na které ze své funkce opakovaně upozorňoval. V této kauze vystupoval jako whistleblower v rámci policejní akce Dozimetr, spolupracoval s policií při vyšetřování a pomohl tak významným způsobem odhalit rozsáhlou trestnou činnost.
V květnu 2018, několik měsíců po vypuknutí korupční kauzy v Dopravním podniku měst Liberce a Jablonce nad Nisou, byl najat jako krizový manažer s cílem stabilizovat společnost a zavést transparentní systém řízení. Do společnosti nastoupil v červnu téhož roku jako předseda představenstva, v níž standardizoval manažerské řízení společnosti a odstranil vliv lidí a firem spojených s korupční kauzou. Odhalil několik dalších případů, které ekonomicky DPMLJ poškozovaly.
Působil také v různých organizacích, mimo jiné jako výkonný ředitel a majitel společnosti Ivy Street (od 2011) a poradce ministra a náměstka ministra na Ministerstvu zdravotnictví ČR (2011–2014). V letech 2011–2011 byl členem Výboru pro financování zdravotnictví při Národní ekonomické radě vlády ČR.

## Ceny a vyznamenání
- Joint European Studies Programme, plné stipendium, uděleno Generálním ředitelstvím pro vzdělání a kulturu Evropské komise – 2003, 2004
- Wilhelm Keilhaus's Fund Scholarship – 2008, 2009, 2010
- Norges Bank Research Fund Fellowship – 2008, 2009